# Хулія Наварро
Хулія Наварро (нар. 8 жовтня 1953) — іспанська журналістка й письменниця, авторка європейських бестселерів «Таємниця Святої Плащаниці» (1997), «Глиняна Біблія» (2005).

## Життя і творчість
Хулія Наварро працювала на телебаченні, радіо, у пресі.
Дебютний роман Хулії Наварро торкається теми Святої Плащаниці (похоронного савана Ісуса Христа), яка з 1578 р. зберігається в Туринському соборі (звідси й її назва — Туринська Плащаниця). Письменниця тонко і ґрунтовно вплітає біблійну історію в динамічне оповідання, що читачам досить непросто визначити межу між історичною правдою й художнім вимислом. Роман «Таємниця Святої Плащаниці» став популярним не лише в Іспанії, але й за кордоном.
Наступний роман «Глиняна Біблія» теж було високо оцінено критиками і читачами. 
Обидві книги були продані в Іспанії загальним накладом понад мільйон примірників, а також видані в 25 країнах. Її творчість відзначено кількома преміями: Quéleer a la mejor novela española (2004) за кращий іспанський роман; Pluma de Plata de La Feria del Libro de Bilbao (2005, книжковий ярмарок у Більбао); CEDRO 2018 та ін.
Авторка кількох книг, присвячених політичним інтригам сучасності: The Transition and Us, Between Felipe and Aznar, the New Left and Mrs. President.

## Літературні твори
Деякі твори письменниці: «Таємниця Святої Плащаниці», «Глиняна Біблія», «Братство Святої плащаниці», «Кров невинних». 